# Venus Accident
「Venus Accident」（ヴィーナス・アクシデント）は1998年10月21日にリリースされたpool bit boysの4thシングル。発売元はavex tune。

## 概要
TBS系ドラマ『あきまへんで!』の主題歌に使用され、シングルでは自己最高の8.1万枚のセールスを記録した。オリコンチャート22位を記録。

## 音楽性
イントロ・間奏部分の歌詞は「A・K・I・M・A, H・E・N・D・E」とドラマのタイトルが織り込まれている。
「Venus Accident」には伊藤賢一がコーラスで参加。伊藤は小田桐向現名義でカップリング曲「Scarletの憂鬱」の作詞も手掛けた。

## 収録曲
全曲　作曲・編曲：浅倉大介
1. Venus Accident
  - 作詞：井上秋緒
2. Scarletの憂鬱
  - 作詞：小田桐向現
3. Venus Accident（Instrumental）
4. Scarletの憂鬱（Instrumental）